# Імітатор (фільм, 1995)
«Імітатор» (англ. «Copycat») — американський трилер 1995 року.

## Сюжет
Психіатриня Гелен Гадсон вивчає серійних вбивць. Після скоєного на неї замаху вона вже більше року не виходить зі своєї квартири. У цей час двоє поліціянтів Ем Джи Монаган і Рубен Ґетц ведуть розслідування серії жорстоких убивств. Вони звертаються до Гелен по допомогу в розслідуванні. Вона стверджує, що маньяк копіює злочини відомих убивць (Альберт ДеСальво, Хіллсайдські душителі, Девід Берковіц, Джеффрі Дамер, Тед Банді). Але з часом Гелен розуміє, що злочинець імітує вбивства в тому порядку, в якому вона описала їх у своїй лекції, і тепер він збирається покінчити з нею.

## У ролях
| Актор                 | Роль             |
| --------------------- | ---------------- |
| Сіґурні Вівер         | Гелен Гадсон     |
| Голлі Гантер          | Ем Джи Монаган   |
| Дермот Малруні        | Рубен Ґетц       |
| Вільям МакНамара      | Пітер Фолі       |
| Гаррі Конник молодший | Дерілл Лі Каллум |
| Дж.Е. Фріман          | лейтенант Квінн  |
| Вілл Паттон           | Ніколетті        |
| Джон Ротман           | Енді             |
| Шеннон О'Герлі        | Сьюзен Шиффер    |
| Боб Грін              | Пахульскі        |
| Тоні Гейні            | Кербі            |
| Денні Ковач           | Костас           |
| Тамус Раундс          | Лендіс           |
| Скотт Девенні         | поліцейський 1   |
| Девід Майкл Силверман | Майк             |
| Дайан Амос            | Гігі             |
| Річард Конті          | Гарві            |
| Нік Скоггін           | Конрад           |
| Берт Кінйон           | Берт             |

## Саундтрек
| Список треків | Список треків                                                          | Список треків |
| #             | Назва                                                                  | Тривалість    |
| ------------- | ---------------------------------------------------------------------- | ------------- |
| 1.            | «Get Up To This - New World Beat»                                      | 3:55          |
| 2.            | «Carabu Party - Steven Ray»                                            | 2:57          |
| 3.            | «Techno Boy - Silkski»                                                 | 3:22          |
| 4.            | «Main Title»                                                           | 3:01          |
| 5.            | «Stick Him Or Shoot Him»                                               | 6:03          |
| 6.            | «Housebound»                                                           | 2:05          |
| 7.            | «Silent Screams»                                                       | 1:09          |
| 8.            | «Murder's An Art»                                                      | 6:00          |
| 9.            | «In Darkness»                                                          | 2:16          |
| 10.           | «Take A Life»                                                          | 2:11          |
| 11.           | «Next To The Devil»                                                    | 1:31          |
| 12.           | «Pastoral Horror»                                                      | 4:18          |
| 13.           | «Silhouette»                                                           | 2:39          |
| 14.           | «Gallows»                                                              | 2:03          |
| 15.           | «Butchers & Bakers»                                                    | 2:33          |
| 16.           | «Panic»                                                                | 1:11          |
| 17.           | «Who's Afraid»                                                         | 3:36          |
| 18.           | «Lay Me Down»                                                          | 4:52          |
| 19.           | «Largo Al Factotum - Roberto Servile / Failoni Chamber Orchestra»      | 4:37          |
| 20.           | «Vissi D'Arte - Gabriela Benackova / The Czech Philharmonic Orchestra» | 3:22          |
| 63:40         |                                                                        |               |